# خان ببلو
خان ببلو هي قرية في مقاطعة مشكين شهر، إيران. عدد سكان هذه القرية هو 63 في سنة 2006.